# Kiss me 프린세스
《Kiss me 프린세스》는 김세영이 제작한 9권작의 만화이다. 장르는 보이즈 러브와 순정 만화의 혼합이며 특이하게 여장과 동성결혼이라는 소재를 채택했다.
1권부터 6권까지는 시공사에서, 7권부터는 현대코믹스에서 출판했으며, 연재 기간은 2002년부터 2006년까지였는데 당초 시공사에서 발행한 《케이크》에서 《프린세스 애플》이란 제목을 통해 단편(2001년 10월 15일자)으로 연재했고 2001년 12월 15일자부터  2002년 1월 1일자까지 같은 잡지에 2부작으로 연재했으며 그 해 2월 15일자부터 본격적으로 연재되었지만 이 잡지 폐간(2002년 3월 1일자) 후 같은 회사에서 새롭게 창간한 《비쥬》에 재연재되었으며 이 잡지가  폐간된 뒤 단행본으로 연재를 이끌어 왔으나 회사가 만화사업을 접는 바람에 미완결 위기였지만 7권부터 현대지능개발사로 발행사가 변경됐다. 영어권에서는 《보이 프린세스》(Boy Princess)라는 제목으로 발매되었다.

## 시놉시스
어느 평화로운 왕국이 있었다. 그 나라에서 정치적인 이유로 공주를 이웃 나라 왕자와 결혼시키기로 계약을 했지만, 결혼을 앞두고 공주가 갑자기 마굿간지기와 눈이 맞아 야반도주를 하는 사태가 벌어지고 만다. 외교 문제가 걸려 있는 사안인데다 또 시간적 여유도 없어 그야말로 진퇴양난에 빠지게 되자 급한대로 공주와 가장 닮은 막내왕자를 여장시켜서 공주라고 속여 진짜 공주를 대신해 결혼시키기로 하고, 약속한 날 몸소 찾아 온 이웃 나라의 왕자에게 데려간다. 그렇게 해서 우여곡절 끝에 결혼식은 성사되고 막내왕자는 이웃 나라의 공주로 살게 된다.

## 등장인물

### 주인공의 나라
니콜
이 만화의 주인공이자 3명의 왕자 중 막내. 도망을 간 누나를 대신해서 여장을 하고 이웃 나라 왕자와 결혼을 하게 된다.
일레나
니콜의 누나. 이웃 나라 왕자와 약혼을 했으나 마굿간지기와 눈이 맞아 도망을 가게 된다.

### 이웃 나라
제드
이웃 나라의 왕자. 일레나 대신 니콜과 결혼을 하게 된다. 남성적인 성격과 카리스마 넘치는 외모의 소유자이며, 여자에게 관심이 적다.
레이니
이웃 나라의 공주. 제드 왕자의 여동생으로 새침하며 제드와 남매간의 우애가 깊다.